# Mount Cook (Antarktika)
Mount Cook ist ein 1900 m hoher Berg im ostantarktischen Kempland und die höchste Erhebung des Hauptmassivs in der Leckie Range.
Seine ungefähre Position ist in Kartenmaterial enthalten, dass norwegische Kartografen für die norwegische Walfangflotte anfertigen. Eine exaktere Kartierung wurde mittels Luftaufnahmen vorgenommen, die im Zuge der Australian National Antarctic Research Expeditions (ANARE) entstanden. Einen ersten Besuch stattete dem Berg der australische Geodät Graham Alexander Knuckey (1934–1969) im Jahr 1956 ab, der auch die Position endgültig fixierte. Das Antarctic Names Committee of Australia (ANCA) benannte ihn nach dem Geophysiker Bruce Graydon Cook (* 1932), der im Jahr 1958 auf der Mawson-Station tätig war.